# Wojciech Zubik
Wojciech Zubik (ur. 1 kwietnia 1970 w Rymanowie) – polski hokeista.

## Kariera
- Stal Sanok STS Sanok / SKH Sanok (lata 80.-2001)

Karierę rozpoczynał jako uczeń Szkoły Podstawowej nr 7 w Sanoku. Został wychowankiem sekcji hokejowej Stali Sanok. Jego trenerem w drużynach młodzieżowych był Tadeusz Garb. W latach 80. rozpoczął występy w seniorskiej drużynie Stali Sanok w II lidze. Po sezonie 1988/1989 został powołany na zgrupowanie reprezentacji Polski do lat 20. Uczestniczył w turnieju hokejowym na Zimowej Uniwersjadzie 1993. Kontynuował grę w barwach kontynuatora Stali, zespole Sanockiego Towarzystwa Sportowego (STS). Przed sezonem II ligi 1991/1992 podjął studia na Politechnice Krakowskiej, pozostając zawodnikiem STS (według planu miał trenować w Krakowie wspólnie z drużyną Cracovii i występować w meczach ligowych w barwach STS). W tym sezonie wraz z drużyną wywalczył awans do I ligi. W późniejszych latach grał w barwach STS Sanok i SKH Sanok.
W 1988 ukończył uzyskał zawód mechanika pojazdów samochodowych w Zespole Szkół Mechanicznych w Sanoku (w jego klasie był m.in. inny hokeista Tomasz Demkowicz).

## Osiągnięcia
Klubowe
- Awans do I ligi: 1992 z STS Sanok